# Списък на психоаналитичните теоретици
Списък на някои от най-влиятелните психоаналитици и теоретици, философи и литературни критици, които са повлияли или са повлияни от психоанализата:
- Карл Абрахам – психоаналитик
- Николас Абрахам – психоаналитик
- Алфред Адлер – създател на индивидуалната психология
- Герхард Адлер
- Курт Айслер
- Макс Айтингон
- Натан Акерман – пионер във Фамилната терапия
- Франц Александер – психоаналитик
- Лу Андреас-Саломе – психоаналитик
- Джейкъб Арлоу
- Лий Баксандал
- Ернест Бекер
- Майкъл Балинт
- Джон Бенджамин
- Терезе Бенедек
- Бруно Бетелхайм
- Едуард Бибринг
- Уилфред Бион
- Джон Боулби
- Норман Браун
- Чарлс Бренър
- Ейбрахам Брил
- Роналд Бритон
- Рут Брънсуик
- Ерик Бърн – създател на трансакционния анализ
- Вамик Вулкан – психиатър
- Феликс Гатари- философ
- Мертън Гил
- Едуард Глоувър
- Андре Грийн – психоаналитик
- Ралф Грийнсън
- Люс Иригаре – философ
- Ърнест Джоунс
- Хелене Дойч
- Франсоаз Долто
- Ерик Ериксън
- Брача Етингер
- Славой Жижек – философ
- Грегъри Зилборг
- Корнелий Касториадис
- Карл Керени
- Ото Кернберг
- Паулина Кернберг
- Мелани Клайн
- Йоан Копиек
- Хайнц Кохут
- Юлия Кръстева – философ
- Дейвид Купър
- Жак Лакан
- Роналд Лейнг
- Жан Лапланш
- Джонатан Леър
- Бертрам Левин
- Ханс Лоевалд
- Рудолф Льовенщайн
- Адолф Майер
- Маргарет Малер
- Мауд Манони
- Херберт Маркузе – философ
- Доналд Мелцер
- Карл Менингер
- Стивън Мичъл
- Хуан Давид Насио
- Робърт Ноймаер
- Ерих Нойман
- Розин Перелберг
- Шандор Радо
- Ото Ранк
- Дейвид Рапапорт
- Вилхелм Райх – психоаналитик
- Теодор Райк
- Лорънс Рикелс
- Джоан Ривиер
- Геза Рохайм
- Херберт Розенфелд
- Юрген Руш
- Джоузеф Сандлър
- Харолд Сиърлс
- Хана Сегал
- Жанин Шасеге-Смиржел – френски психоаналитик
- Даниел Стърн
- Робърт Столър
- Сюзън Съдърленд
- Хари Стек Съливан
- Виктор Тауск
- Мария Торок
- Франсис Тустин- психоаналитик
- Доналд Уиникът- психоаналитик
- Роналд Фейърбърн
- Франклин Фиъринг
- Пиер Федида
- Ото Фенихел
- Шандор Ференци
- Джон Флугел
- Зигфрид Фулкес
- Ана Фройд
- Зигмунд Фройд – създател на психоанализата
- Ерих Фром – социален психолог, хуманист
- Фрида Фром-Райхман
- Грандвил Стенли Хол – психолог
- Масуд Хан
- Паула Хайман
- Хайнц Хартман – психиатър и психоаналитик
- Херман Хесе – писател
- Джеймс Холис
- Карен Хорни- психоаналитик
- Нанси Чодороу
- Рой Шафер
- Мелита Шмидеберг
- Сабина Шпиелрейн
- Рене Шпиц
- Хайман Спотниц
- Джон Щайнер
- Карл Юнг – психоаналитик
- Едит Якобсон